# Joseph Vergos
Joseph Vergos (Plougastel-Daoulas, 22 ottobre 1911 – Isole Kerkenna, 15 dicembre 1940) è stato un militare francese, tra i primi ad aderire alle Forces navales françaises libres dopo la firma dell'armistizio del 22 giugno 1940. Dichiarato Mort pour la France, fu insignito postumo dell'Ordre de la Libération, della Médaille militaire, della Croix de guerre 1939-1945 con palma e della Médaille de la Résistance.

## Biografia
Nacque il 22 ottobre 1911 a Plougastel-Daoulas, Finistère, figlio di Louis e di Marie Jeanne Kervella. Si arruolò nella Marine nationale il 24 febbraio 1930, assegnato dapprima alla nave da battaglia Condorcet e poi alla 7ª Squadriglia sottomarini. Nell'ottobre 1932 fu promosso quartiermastro di seconda classe, e nell'aprile 1934 quartiermastro di prima classe. Conseguì il brevetto di silurista nel giugno 1936, e fu assegnato come sottufficiale  comandante del reparto siluri sul sottomarino Narval. A bordo di questo sottomarino, assegnato alla  2ª Squadriglia sottomarini, navigò nel Mediterraneo nel 1939.
Durante i primi mesi della seconda guerra mondiale, il Narval navigò nell'est del Mediterraneo. Nel febbraio 1940 il tenente di vascello François Drogou assunse il comando del battello che, all'inizio del mese seguente, si trasferì  di base a Sousse, in Tunisia. Al Narval venne assegnato il compito di monitorare il traffico navale italiano da e per la Libia.
Alla firma dell'armistizio del 22 giugno 1940 il Narval si trovava nel porto di Sousse, e saputo che l'armistizio doveva entrare ufficialmente in vigore il 25 dello stesso mese il comandante Drogou decise di salpare. Fatta opera di convincimento su parte dell'equipaggio, lasciato a terra 31 marinai che avevano deciso di non aderire all'iniziativa, l'unità prese il mare la sera del giorno 24 per raggiungere Malta il giorno 26.  Lui,il comandante, l'equipaggio e il battello entrarono in servizio nelle Forces navales françaises libres. Il Narval fu la prima nave francese a rispondere all'appello di de Gaulle, e l'unico sottomarino francese nel Mediterraneo a farlo. La sua prima missione operativa avvenne dal 25 settembre all'8 ottobre 1940, seguita da una seconda dal 25 ottobre al 3 novembre 1940 tra Lampedusa e le isole Kerkenna.
Durante una terza missione davanti alle acque di Derna, Africa Settentrionale Italiana, iniziata il 2 dicembre, il Narval scomparve con tutto l'equipaggio il 15 dicembre 1940.
I subacquei italiani hanno scoperto il relitto del Narval, con la prua spaccata apparentemente per l'urto contro una mina appartenente ad un campo minato difensivo francese, al largo delle isole Kerkenna nel Golfo di Gabès nell'ottobre 1957.
A Plougastel-Daoulas, sua città natale, il suo nome è stato dato a una via e sul monumento ai caduti della città.
A Brest il suo nome compare sulla stele eretta in omaggio all'equipaggio del Narval sulla spianata del castello. A Tolone il nome di Joseph Vergos è iscritto sul monumento commemorativo dei sommergibilisti eretto nel parco della Tour royale.

### Annotazioni
1. ↑  Le unità trasferite a Biserta erano i sottomarini Marsouin, Narval e Requin appartenenti alla 11e Division de sous-marins.
2. ↑  Al momento dell'armistizio il Narval fu uno delle rare navi da guerra francesi, le altre furono il sottomarino Rubis e il pattugliatore Président Houduce a raggiungere immediatamente le forze del generale Charles de Gaulle.

### Fonti
1. 1 2 3 4 5 6  Ordre de la Liberation.
2. 1 2 3 4 5 6 7  Memorial.
3. 1 2 3  Memorial National des Marins.
4. 1 2 3 4 5  Auphan, Mordal 1959, p. 159.
5. ↑  Wingate 2003, p. 30.
6. ↑  Wingate 2003, p. 29.
7. ↑  (FR) Voie rue Joseph Vergos, su adresse.data.gouv.fr. URL consultato il 13 ottobre 2022.
8. ↑  (FR) Mémorial GenWeb - Monument aux morts Plougastel, su memorialgenweb.org. URL consultato il 13 ottobre 2022.
9. ↑  (FR) Mémorial GenWeb - Monument Narval Brest, su memorialgenweb.org. URL consultato il 22 ottobre 2022.
10. ↑  (FR) Mémorial GenWeb - Monuments sous-mariniers Toulon, su memorialgenweb.org. URL consultato il 12 ottobre 2022.